# Vjatjeslav Molotov
Vjatjeslav Mikhajlovitj Molotov (russisk: Вячесла́в Миха́йлович Мо́лотов) (født 9. marts 1890 [gs 25. februar ], død 8. november 1986) var en sovjetisk politiker og diplomat, og en ledende figur i den sovjetiske regering fra 1920'erne, hvor han kom til tops som Josef Stalins protegé til 1957, hvor han blev fjernet fra Centralkomitéens Præsidium (politbureauet) af Nikita Khrusjtjov. Han tjente som Formand for Folkekommissærernes råd fra 1930 til 1941 og som udenrigsminister fra 1939 til 1949, og igen fra 1953 til 1956. Molotov var vicepremierminister i flere år i Josef Stalins regering. Han trak sig ud af politik i 1961 efter at han var blevet fjernet fra politiske poster.
Det var Molotov, der indgik Molotov-Ribbentrop-pagten med Nazityskland i 1939 efter det ikke lykkedes Sovjetunionen at få Storbritannien og Frankrig med i en alliance mod Nazityskland. Molotov var involveret i forhandlinger efter krigen, hvor han blev kendt for sine diplomatiske evner, og han kendte til katynmassakren, som blev begået af sovjetiske myndigheder. Efter krigen fastholdt han sin position som en ledende sovjetisk diplomat og politiker. Efter at have mistet Stalins gunst tabte han i marts 1949 posten som udenrigsminister, der i stedet gik til Andrej Vysjinskij. Molotovs forhold til Stalin blev herefter værre, og Stalin klagede over Molotovs fejl i en tale ved kommunistpartiets 19. kongres. På trods af dette var Molotov efter Stalins død i 1953 indædt modstander af Khrusjtjovs afstaliniseringspolitk. Han forsvarede Stalins politik og eftermæle og kritiserede skarpt Stalins efterfølgere, især Nikita Khrusjtjov, indtil sin død i 1986.

## Tidlige liv og karriere (1890–1930)
Molotov blev født som Vjatjeslav Mikhajlovitj Skrjabin (russisk:Вячеслав Михайлович Скря́бин) i landsbyen Kukarka (den nuværende Sovjetsk i Kirov oblast) som søn af en butiksassistent, og var (som det ofte fremstilles) ikke i familie med komponisten Aleksandr Skrjabin. Han gik i gymnasiet i Kazan og blev medlem af bolsjevikfraktionen i Ruslands Socialdemokratiske Arbejderparti i 1906. Han antog pseudonymet Molotov (fra russisk molot, "hammer") på grund af sit politiske arbejde. Hans andet partikælenavn var 'stenrøven', som skyldtes hans lange arbejdstider ved skriveborde (han meddelte en gang, at han ville tage en lur på 13 minutter, og han vågnede derefter op præcis 13 minutter efter). Han blev arresteret i 1909 og tilbragte to år i eksil i Vologda. I 1911 blev han indskrevet på den polytekniske læreanstalt i Sankt Petersborg og blev også en del af redaktionen på Pravda, den undergrundsavis, som Josef Stalin var redaktør for. I 1915 blev Molotov igen arresteret og deporteret til Irkutsk, men i 1916 flygtede han og vendte tilbage til hovedstaden.
Molotov blev medlem af bolsjevikkernes partikomité i Petrograd i 1916. Under hans ledelse tog Pravda en retning mod venstre for at være i opposition til den midlertidige regering, som var blevet dannet efter februarrevolutionen. Da Josef Stalin kom tilbage til byen vendte han avisens politiske linje igen, men da partiets leder, Vladimir Lenin, ankom, annullerede han Stalins beslutning. På trods af dette blev Molotov Stalins protegé og tætte samarbejdspartner i en alliance, der senere skulle skaffe Molotov vigtige poster. Molotov blev medlem af sovjetten i Petrograd, som planlagde oktoberrevolutionen, der effektivt fik bolsjevikkerne til magten.
I 1918 blev Molotov sendt til Ukraine for at deltage i den russiske borgerkrig, som brød ud på dette tidspunkt. Eftersom han ikke var nogen militærmand, deltog han ikke i kampene. I 1920 blev han generalsekretær for Ukraines bolsjevikpartis centralkomité. Lenin kaldte ham tilbage til Moskva i 1921 og forfremmede ham til et fuldgyldigt medlemskab af Sovjetunionens kommunistiske partis centralkomité og Orgbureauet, og han blev leder for partisekretariatet. Han blev valgt som medlem uden stemmeret i Politbureauet i Sovjetunionen i 1921, og varetog funktionen som generalsekretær i Sovjetunionens kommunistiske parti, og hans varetagelse af sidstnævnte funktion blev kritiseret af både Lenin og Lev Trotskij - Lenin havde bemærket "skamfuld bureaukratisme" og dum opførsel. Efter råd fra Molotov og Nikolaj Bukharin besluttede Centralkomitéen at reducere antallet af Lenins arbejdstimer. I 1922 blev Stalin generalsekretær for bolsjevikpartiet med Molotov som de facto vicegeneralsekretær. Molotov beundrede Stalin, men var også åben i sin kritik af ham. Under Stalins beskyttelse blev Molotov medlem af
Politbureauet i Sovjetunionen i 1926.
Under magtkampene som fulgte i kølvandet af Lenins død i 1924 fortsatte Molotov med at være en loyal støtte til Stalin mod dennes rivaler, først Lev Trotskij, senere Lev Kamenev og Grigorij Zinovjev, og sluttelig Nikolaj Bukharin. Molotov blev en ledende figur i partiets "stalisnistiske midte", som også omfattede Kliment Vorosjilov og Grigorij Ordzjonikidze. Trotskij og hans støtter undervurderede Molotov, som så mange andre gjorde det. Trotskij kaldte ham "den personificerede middelmådighed", mens Molotov selv pedantisk korrigerede kammerater, som henviste til ham som 'stenrøven', og sagde, at Lenin faktisk havde døbt ham 'jernrøven'. Det kedelige udseende gemte dog over en skarp hjerne og et stort administrativt talent. Han arbejdede mest bag scenen og udviklede et image som farveløs bureaukrat - for eksempel var han den eneste leder blandt bolsjevikkerne, som bar jakke og slips. I 1928 afløste Molotov Nikolaj Uglanov som førstesekretær i Moskvas kommunistiske parti, en funktion han varetog indtil 15. august 1929. I en lang tale til Centralkomitéen i 1929 fortalte Molotov medlemmerne, at den sovjetiske regering ville påbegynde en tvungen kollektiviseringskampagne for at løse problemet med det tilbagestående sovjetiske landbrug.

## Formand for Folkekommissærernes råd (1930–1941)
På mødet i Centralkomitéen den 19. december 1930 blev Aleksej Rykov, Formanden for Folkekommissærernes råd (som svarede til en vestlig regeringschef) afløst af Molotov. På denne post kontrollerede Molotov Stalin-regimets kollektivisering af landbruget. Han fulgte Stalins linje ved at anvende en kombination af propaganda og tvang mod storbøndernes forsøg på at sabotere kollektiviseringen, inklusive deportering af millioner af kulakker (storbønder) til arbejdslejre. Et enormt antal af de deporterede døde som følge af dårligt helbred og alt for meget arbejde. Han underskrev Loven om småaks og stod personligt i spidsen for komitéen for kornforsyning i Ukraine, som beslaglagde 4,2 mio. ton korn fra bønderne under en omfangsrig menneskeskabt hungersnød (kendt i Ukraine som Holodomor). Nutidige historikere anslår, at mellem 7 og 11 millioner mennesker døde, enten på grund af sult eller under ophold i arbejdslejre, under indsatsen for at kollektivisere gårdene. Molotov kontrollerede også den første femårsplan, som var rettet mod hurtig industrialisering.
Sergej Kirov, leder af partiorganisationen i Leningrad blev dræbt i 1934, og visse personer mente, at hans død var bestilt af Stalin. Kirovs død udløste en anden krise, den store udrensning. I 1938 blev 20 ud af 28 folkekommissærer i Molotovs regering henrettet efter ordre fra Molotov eller Stalin. Udrensningerne blev udført af Stalins politichefer, Nikolaj Jesjov (russisk: Николай Иванович Ежов) var hovedplanlæggeren og Kliment Vorosjilov, Lazar Kaganovitj og Molotov var dybt involveret i processerne. Stalin beordrede ofte Molotov og andre medlemmer af politbureauet til at underskrive dødsdommene over prominente ofre for udrensning, og Molotov gjorde det altid uden spørgsmål. Der er ikke nogen kilder på at Molotov skulle have forsøgt at mildne udrensningerne eller redde enkeltpersoner, som andre sovjetiske politikere gjorde det. Under den store udrensning godkendte Molotov personligt 372 dokumenterede henrettelseslister, hvilket er mere end hvad alle andre sovjetiske magthavere, inklusive Stalin, godkendte. Det er bekendt, at Molotov var en af de få personer, som Stalin åbent diskuterede udrensningerne med. Selv om Molotov og Stalin underskrev en offentlig bekendtgørelse i 1938, som meddelte, at de 2 magthavere ikke havde forbindelse til den store udrensning, så støttede Molotov den store udrensning og henrettelserne privat, også efter Stalins død.
På trods af de store menneskelige omkostninger under Molotovs ledelse gjorde Sovjetunionen samtidig store fremskridt ved at indføre nye teknologier i landbrug og industri. I et af Molotovs dokumenter skrev han om hvordan kannibalisme og sult stadig var alvorlige problemer i Sovjetunionen selv i 1937. Andrej Vysjinskij, den øverste anklager, fortalte endda selv Molotov om hændelser, hvor mødre havde spist deres nyfødte børn. Adolf Hitlers fremkomst i Nazityskland resulterede i udviklingen af en moderne våbenindustri efter ordre fra den sovjetiske regering. I den sidste ende var det denne våbenindustri, der sammen med lend-lease fra USA hjalp Sovjetunionen til en førende position i 2. verdenskrig (Store Fædrelandskrig). Udrensningen i den Røde Hærs top, som Molotov deltog i, svækkede Sovjetunionens forsvarsevne og medvirkede til de militære katastrofer i 1941 og 1942, som fortrinsvis skyldtes, at man ikke var klar til krig. Udrensningerne førte også til afviklingen af privat landbrug og dets erstatning ved kollektiviseret landbrug. Dette førte til kronisk ineffektivitet og produktion under målet, som det sovjetiske styre aldrig helt fik rettet op på.
Molotov blev beskrevet som vegetar og afholdsmand af den amerikanske journalist John Gunther i 1938. Milovan Djilas påstod dog, at Molotov "drak mere end Stalin"  men lagde dog ikke mærke til, at han var vegetar, på trods af at han havde deltaget i flere middage sammen med ham.

## Udenrigsminister (1939–1949)
Efter Münchenaftalen og Hitlers efterfølgende invasion af Tjekkoslovakiet i 1938, mente Stalin i 1939, at Storbritannien og Frankrig ikke var troværdige alliancepartnere mod tysk ekspansion, så han søgte i stedet at imødekomme Nazityskland. I maj 1939 blev udenrigsminister Maksim Litvinov fjernet og Molotov blev udnævnt som hans efterfølger. Som premierminister blev Molotov afløst af Stalin.
Hitler afviste først diplomatiske signaler fra Sovjetunionen om at Stalin ønskede at indgå en ikke-angrebs-pagt, men i begyndelsen af august 1939 gav han udenrigsminister Joachim von Ribbentrop bemyndigelse til at indlede seriøse forhandlinger. En handelsaftale blev indgået den 18. august, og den 22. august fløj Ribbentrop til Moskva for at færdiggøre en formel traktat. Selv om traktaten er kendt som Molotov-Ribbentrop-pagten var det Stalin og Hitler, og ikke Molotov og Ribbentrop, der bestemte traktatens indhold. Den vigtigste del af aftalen var den hemmelige protokol, der banede vejen for delingen af Polen, Finland og de baltiske stater mellem Nazityskland og Sovjetunionen, og førte til den sovjetiske indlemmelse af Bessarabien (en del af Rumænien på dette tidspunkt, nu Moldova). Denne protokol gav Hitler grønt lys for invasionen af Polen, som indledtes den 1. september. Den 5. marts 1940 gav Lavrentij Pavlovitj Berija et notat til Molotov, Anastas Mikojan, Kliment Vorosjilov og Stalin, i hvilket henrettelsen af 25.700 polske officerer og personer, der var modstandere af Sovjetunionen, blev beordret - dette førte til Katynmassakren.
I henhold til pagten blev Hitler givet bemyndigelse til at besætte to tredjedele af det vestlige Polen såvel som Litauen. Molotov fik frie hænder i forhold til Finland. Vinterkrigen, som fulgte, førte på grund af stærk finsk modstand og dårlig sovjetisk lederskab til, at Finland mistede dele af sit territorium, men ikke sin uafhængighed. Pagten fik senere en tilføjelse, som inkluderede Litauen i sovjetisk interessesfære mod ændrede grænser i Polen. Disse besættelser førte til massive lidelser og tab af liv i de lande, der blev besat og delt af de to diktatorer.

I november 1940 sendte Stalin Molotov til Berlin for at mødes med Ribbentrop og Adolf Hitler. I januar 1941 besøgte den britiske udenrigsminister Anthony Eden Tyrkiet i forsøget på at få tyrkerne til at gå ind i krigen på de allieredes side. Selv om formålet med Edens besøg primært var anti-tysk frem for anti-sovjetisk, så antog Molotov det modsatte, og hævdede i en række samtaler med den italienske ambassadør, Augusto Rosso, at Sovjetunionen snart ville stå overfor en britisk-tyrkisk invasion af Krim. Den britiske historiker D.C. Watt har på baggrund af Molotovs ytringer overfor Rosso argumenteret for, at Sovjetunionen i begyndelsen af 1941 anså Storbritannien og ikke Tyskland som den største trussel.
Molotov-Ribbentrop-pagten satte rammen for de sovjetisk-tyske relationer indtil juni 1941, hvor Hitler, som havde besat Frankrig, og uskadeliggjort Storbritannien, vendte fokus mod øst og iværksatte invasionen af Sovjetunionen. Molotov var ansvarlig for at fortælle det sovjetiske folk om angrebet, da han i stedet for Stalin erklærede krigen. Hans tale, som blev transmitteret på radio 22. juni, karakteriserede Sovjetunionen i en rolle som var lig den rolle, som Winston Churchill havde beskrevet for Storbritannien i sine tidlige taler under krigen. Den statslige forsvarskomité blev dannet kort efter Molotovs tale, Stalin blev valgt som formand og Molotov viceformand.
Efter den tyske invasion førte Molotov akutte forhandlinger med Storbritannien og senere med USA om indgåelse af en krigsalliance. Han fløj hemmeligt til Glasgow i Skotland, hvor han bedt budt velkommen af Eden. Den risikable flyvning, som fandt sted med et Petljakov Pe-8-bombefly i stor højde, fløj over det tyskbesatte Danmark og Nordsøen. Fra Glasgow tog han et tog til London for at diskutere muligheden for at åbne endnu en front mod Tyskland med den britiske regering. Efter at have indgået den britisk-sovjetiske traktat tog Molotov af sted den 26. maj til Washington D.C. i USA, hvor han mødtes med Franklin D. Roosevelt, USA's præsident, og ratificerede en Lend-Lease-traktat mellem USSR og USA. Både den britiske og den amerikanske regering lovede, dog i vage formuleringer, at åbne en anden front mod Tyskland. På sin flyvning tilbage mod USSR blev Molotovs fly angrebet af tyske jagere, og senere af sovjetiske jagerfly.
Da Berija fortalte Stalin om Manhattan Project og dets vigtighed, håndplukkede Stalin Molotov til at lede det sovjetiske atombombeprojekt. Udviklingen af bomben og projektet skete dog meget langsomt under Molotovs ledelse, og han blev erstattet af Berija i 1944 efter råd fra Igor Kurtjatov. Da Harry S. Truman, USA's præsident, fortalte Stalin, at amerikanerne havde udviklet en bombe, som man aldrig havde set før, bad Stalin Molotov om at sætte fart på udviklingen. Efter ordre fra Stalin forøgede den sovjetiske regering finansieringen til projektet markant.
Sammen med Kliment Vorosjilov bidrog Molotov både til musikken og sangteksten til 1944-versionen af den sovjetiske nationalmelodi. Molotov bad komponisterne om at indføje en linje eller to om fred. Molotovs og Vorosjilovs rolle i forbindelse med den nye nationalsang var ifølge historikeren Simon Sebag Montefiore at fungere som Stalins musikdommere.
Molotov fulgte med Stalin til Teherankonferencen i 1943, Jaltakonferencen i 1945 og, efter sejren over Tyskland, Potsdamkonferencen. Han repræsenterede Sovjetunionen på San Franciscokonferencen, hvor de Forenede Nationer blev dannet. Molotov var kendt som en hård forhandler og han forsvarede sovjetiske interesser selv overfor alliancepartnere under krigen. Fra 1945 til 1947 deltog Molotov i alle fire konferencer for udenrigsministrene fra de sejrende lande i 2. verdenskrig. Han havde generelt en ikke-samarbejdsvillig indstilling over for vestlige magter, og fordømte marshallplanen som imperialistisk og hævdede, at den inddelte Europa i to lejre, en kapitalistisk og en kommunistisk lejr. Modsvaret var, at Sovjetunionen sammen med de andre lande i østblokken dannede molotovplanen, der skabte et antal bilaterale relationer mellem landene i Østeuropa og Sovjetunionen - senere blev dette til Comecon.
Efter krigen begyndte Molotovs magtposition at blive svækket. Et klart tegn på Molotovs usikre position var hans manglende evne til at forhindre arrestationen i december 1948 af sin jødiske kone Polina Zjemtjuzjina, som Stalin ikke havde stolet på længe. Molotov holdt aldrig op med at elske sin kone, og det siges, at han beordrede sine tjenestepiger til at lave middag til to personer hver aften, så han kunne mindes, som han selv udtrykte det: at hun led på grund af mig. Ifølge en af Molotovs nærmeste medarbejdere, Vladimir Jerofejev, så mødtes den israelske premierminister Golda Meir under sit besøg i Sovjetunionen i begyndelsen af 1949 privat med Polina, som havde været hendes skolekammerat i Sankt Petersburg. Straks derefter blev Polina arresteret og beskyldt for at have forbindelser med zionistiske organisationer, og hun tilbragte et år i Lubjanka, og efterfølgende blev hun sendt i eksil i tre år til en fjern russisk by. Molotov havde ikke nogen forbindelse med hende, undtagen de sparsomme nyheder, som Berija, som han hadede, kunne fortælle ham. Hun blev løsladt øjeblikkeligt efter Stalins død. Ifølge Jerofejev sagde Molotov om hende: Hun er ikke bare smuk og intelligent, den eneste kvindelige minister i Sovjetunionen, hun er også en ægte bolsjevik, en rigtig sovjetisk person. I 1949 blev Molotov efterfulgt som udenrigsminister af Andrej Vysjinskij, han beholdt dog sin funktion som vicepremierminister og sit medlemskab af politbureauet.

## Karriere efter krigen (1949–1976)
På kommunistpartiets 19. kongres i 1952 blev Molotov genvalgt til politbureauet, men han var ikke på listen over medlemmer af det nyoprettede hemmelige organ, kaldet præsidiebureauet, hvilket indikerede, at han ikke længere havde Stalins opbakning. På den 19. kongres udtalte Stalin, at Molotov og Anastas Mikojan havde begået alvorlige fejltagelser, herunder at have udgivet en tale afholdt under krigen af Winston Churchill, i hvilken Sovjetunionens krigsindsats blev positivt fremhævet. Både Molotov og Mikojan mistede hastigt gunst, og Stalin fortalte Berija, Khrusjtjov, Malenkov og Nikolaj Bulganin at han ikke ønskede at se Molotov og Mikojan omkring sig længere. På sin 72. fødselsdag behandlede han dem begge med afsky. I sin tale til kommunistpartiets 20. kongres påstod Khrusjtjov, at Stalin havde haft planer om at 'gøre det af med' Molotov og Mikojan efter den 19. kongres.
Efter Stalins død styrkede ændringer i ledelsen Molotovs position. Georgij Malenkov, Stalins efterfølger som premierminister, genudnævnte Molotov som udenrigsminister den 5. marts 1953. Selv om Molotov blev anset som en sandsynlig efterfølger for Stalin efter dennes død, så prøvede han aldrig på at blive Sovjetunionens leder. En trojka blev dannet øjeblikkeligt efter Stalins død, og bestod af Malenkov, Berija og Molotov, men dette fik sin ende, da Malenkov og Molotov bedrog Berija. Molotov støttede fjernelsen og senere henrettelsen af Berija efter ordre fra Khrusjtjov. Den nye partisekretær, Khrusjtjov, fremstod hurtigt som Sovjetunionens leder. Han stod bag en gradvis liberalisering i Sovjetunionen og et tøbrud i udenrigspolitikken, som det sås ved forsoningen med Josip Broz Titos regering i Jugoslavien, som Stalin havde smidt ud af den kommunistiske bevægelse. Molotov, en gammelstalinist, fremstod stadig mere malplaceret i dette nye politiske miljø; men han repræsenterede Sovjetunionen ved Genevetopmødet i 1955.
Begivenhederne, som førte til Molotovs nedtur begyndte i februar 1956, da Khrusjtjov uventet tog afstand fra Stalin på SUKPs 20. kongres. Khrusjtjov angreb Stalin på områder som udrensningerne i 1930'erne og nederlagene i de tidlige år under den 2. verdenskrig, som han begrundede med Stalins overdrevne tillid til Hitler og med udrensningerne i den Røde Hær. Eftersom Molotov var den mest fremtrædende blandt Stalins samarbejdspartnere, der stadig var i live, og da han havde spillet en væsentlig rolle i forbindelse med udrensningerne, blev det klart, at Khrusjtjovs revision af fortiden sandsynligvis ville føre til hans fald fra magten. Som et resultat blev Molotov leder for en gammel garde, som forsøgte at vælte Khrusjtjov.
I juni 1956 blev Molotov fjernet som udenrigsminister og i juni 1957 blev han fjernet fra præsidiet efter et mislykket forsøg på at fjerne Khrusjtjov fra posten som partisekretær. Selv om Molotovs fraktion, anti-partigruppen, til sidst vandt en afstemning i præsidiet om at fjerne Khrusjtjov med stemmerne 7-4, nægtede Khrusjtjov at træde tilbage, før en afstemning i Centralkomitéen støttede dette. Molotov og hans støtter kom i mindretal på Centralkomitéens samling fra 22. - 29. juni. Til slut blev han forvist til posten som ambassadør i Mongoliet. Molotov og hans støtter blev afsat, men blev ikke udsat for fysisk undertrykkelse. I 1960 blev han Sovjetunionens repræsentant ved det Internationale Atomenergiagentur, hvilket blev anset som en delvis rehabilitering. Molotov mistede dog sammen med Lazar Kaganovitj alle poster, og blev ekskluderet af kommunistpartiet efter partiets 22. kongres i 1961, hvor Khrusjtjov gennemførte sin afstaliniseringskampagne, der også omfattede fjernelse af Stalins sarkofag fra Lenins mausoleum. I 1962 blev alle Molotovs partidokumenter og arkivmapper slettet af myndighederne.
Molotov fortrød aldrig sin rolle under Stalins styre. Han fik et hjerteanfald i januar 1962. Efter Det kinesisk-sovjetiske brud forlød det, at han var enig i den kritik, som Mao Zedong havde fremført af Khrusjtjovs såkaldte marxistiske revisionisme. Ifølge Roj Medvedev genkaldte Stalins datter Svetlana sig, at Molotov og hans kone havde sagt til hende at: Din far var et geni. Der er ikke nogen revolutionær ånd nu til dags, bare opportunisme alle vegne. Kina er vores eneste håb. Det er kun dem, der har holdt den revolutionære ånd i live.

## Rehabilitering, død og eftermæle
De første tegn på en rehabilitering kunne ses under Leonid Bresjnevs styre da information om ham igen blev tilladt og optaget i sovjetiske leksika. Hans forbindelse til anti-partigruppen blev nævnt i leksika, der udkom i 1973 og 1974, men forsvandt igen i midten og slutningen af 1970'erne. Den sovjetiske leder Konstantin Tjernenko rehabiliterede Molotov yderligere - i 1984 blev det endda tilladt for Molotov at ansøge om medlemskab af kommunistpartiet. En samling af interviews med Molotov fra 1985 blev udgivet i 1994 af Feliks Tjujev med navnet Molotov Remembers: Inside Kremlin Politics. Molotov døde den 8. november 1986 under Mikhail Gorbatjovs styre. Han var 96 år, da han døde, og blev begravet på Novodevitjekirkegården i Moskva.
Molotov var ligesom Stalin grundlæggende mistroisk overfor andre, og på baggrund af dette var der megen vigtig information, som forsvandt. Som Molotov sagde engang: Man bør lytte til dem, men det er nødvendigt at tjekke dem efter. Efterretningsmedarbejderen kan føre dig til en meget farlig position... Der er mange provokatører her, der og alle vegne. Som Stalin anerkendte han aldrig den kolde krig som en international konflikt. Han anså den kolde krig som en hverdagskonflikt mellem kommunisme og kapitalisme. Han opdelte de kapitalistiske lande i to grupper, de "smarte og farlige" (imperialister) og "fjolserne". Molotov var også en standhaftig russisk nationalist, og hævdede, at russerne i modsætning til ungarerne kunne lide at gøre tingene i stor målestok. Før han blev pensioneret foreslog Molotov dannelsen af en socialistisk konføderation med Folkerepublikken Kina - Molotov troede på at socialistiske stater var en del af en større overstatslig enhed. Molotov kritiserede i sine senere år Nikita Khrusjtjov for at være en "højrefløjsafviger".
Molotovcocktailen er et finsk begreb fra Vinterkrigen, brugt som generisk betegnelse for diverse improviserede brandvåben. Under Vinterkrigen brugte det sovjetiske luftvåben brandbomber og klyngebomber ekstensivt mod finske tropper og befæstninger. Da Molotov i radioudsendelser hævdede, at man ikke bombede, men snarere kastede mad ned til sultende finner, begyndte finnerne at kalde bomberne for Molotov-brødkasser. De svarede snart igen ved at angribe kampvogne med "molotovcocktails". Ifølge Montefiore var molotovcocktails en del af Molotovs personkult, som han slet ikke brød sig om.
I slutningen af 1989 - to år før Sovjetunionens endelige kollaps - tog den sovjetiske regering formelt afstand fra Molotov-Ribbentrop-pagten - og anerkendte, at den blodige indlemmelse af de baltiske stater og delingen af Polen var ulovlig.